# Chasma (planetaire geologie)

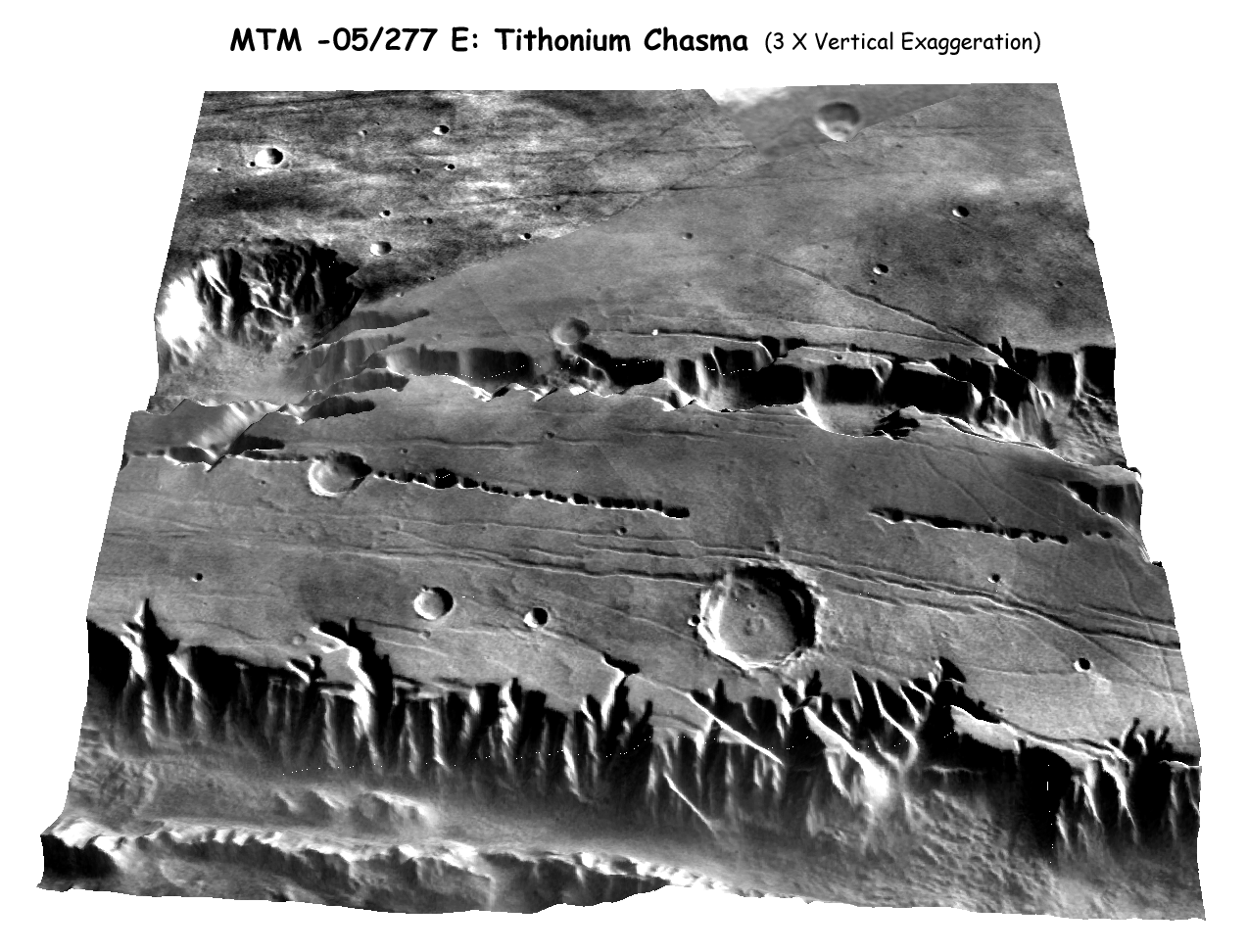
Digitaal hoogtemodel van Tithonium Chasma op Mars

Een chasma (meervoud: chasmata) is in de planetaire nomenclatuur een steile vallei of een brede kloof op het oppervlak van een buitenaards lichaam, zoals een planeet of maan.
Anno 2020 heeft de Internationale Astronomische Unie (IAU) 122 van dergelijke functies in het zonnestelsel benoemd, 63 op Venus, 25 op Mars, 21 op de satellieten van Saturnus, Mimas (6), Tethys (2), Dione (8) en Rhea (5), 10 op de satellieten van Uranus, Ariel (7), Titania (2) en Oberon (1) en 3 op Pluto's satelliet Charon.

## Naamgeving
De IAU gebruikt de volgende conventies voor het benoemen van chasmata:
- Venus: godinnen gerelateerd aan de maan of de jacht in verschillende culturen.
- Mars: de “klassieke” namen zijn behouden.
- Satellieten van Saturnus
  - Dione: personages en plaatsen genoemd in de Ilias.
  - Tethys: personages en plaatsen genoemd in de Odyssee.
  - Rhea: personages uit de oosterse mythologie.
  - Mimas: Ridders van de Ronde Tafel (legende van Koning Arthur).
- Satellieten van Uranus
  - Ariel: goden van de wind.
  - Titania: plaatsen genoemd door Shakespeare.
  - Oberon: "tragische" personages uit de werken van Shakespeare.